# Spaniocentra isiospania
Spaniocentra isiospania är en fjärilsart som beskrevs av Louis Beethoven Prout 1917. Spaniocentra isiospania ingår i släktet Spaniocentra och familjen mätare. Inga underarter finns listade i Catalogue of Life.